# Jessica Degenhardt
Jessica Doreen Degenhardt, född 21 april 2002 i Dresden, är en tysk rodelåkare.

## Karriär
Vid VM 2025 i Whistler tog Degenhardt silver tillsammans med Cheyenne Rosenthal i dubbel samt brons tillsammans med Cheyenne Rosenthal, Tobias Wendl och Tobias Arlt i mixeddubbel.